# Xanthandrus mexicanus
Xanthandrus mexicanus är en tvåvingeart som beskrevs av Charles Howard Curran 1930. Xanthandrus mexicanus ingår i släktet malblomflugor, och familjen blomflugor. Inga underarter finns listade i Catalogue of Life.